# Партенион
Партенион, Парфений, Партен или Парфенион (лат. Parthenion) — городище на месте античного города, который упоминали в перипле Арриан и Стефан Византийский, расположенное в наиболее узком месте Боспора (Керченского пролива). 
На противоположной стороне пролива, по Страбону, был город Ахиллеон. Партенион находился на расстоянии 40 стадий от Мирмекиона, а Мирмекион на расстоянии 20 стадий от Пантикапея.

## План античного города
С 1953 года городище исследовалось Е. Г. Кастанаян. Партенион возник предположительно в конце VI — в начале V в. до н. э. Городище этого времени было разрушено, а на его месте в III в. до н. э. был построен новый город. Новый город был построен по единому плану, его стены были ориентированы на все стороны света. Этот новый город был окружён оборонительной стеной, возведённой одновременно со зданиями. Возле башни в западной стене были ворота. Другие городские ворота находились в центре северной стены, шириной до метров. Эти ворота были заложены во II в. до н. э. Основу плана города составляли улицы, которые пересекались под прямым углом. Ширина улиц была от 1,50 до 1,75 м. Продольная улица была вымощена утрамбованной глиняной черепицей, а по её обочине шёл вымощен бутовым камнем тротуар. Типичный дом того времени состоял из 2-3 помещений и вымощенных двор прямоугольных по плану. Площадь двора составляла 20-30 м кв., а жилых помещений 15-20 м кв. Некоторые помещения имели площадь 35 кв. м., а двор — 50 м кв. Дома были перекрыты боспорской и синопской черепицей. Выход из дома на улицу шёл через двор.
В начале XVIII века на месте Пантикапея была построена крепость Еникале.